# Filialkirche Wegscheid

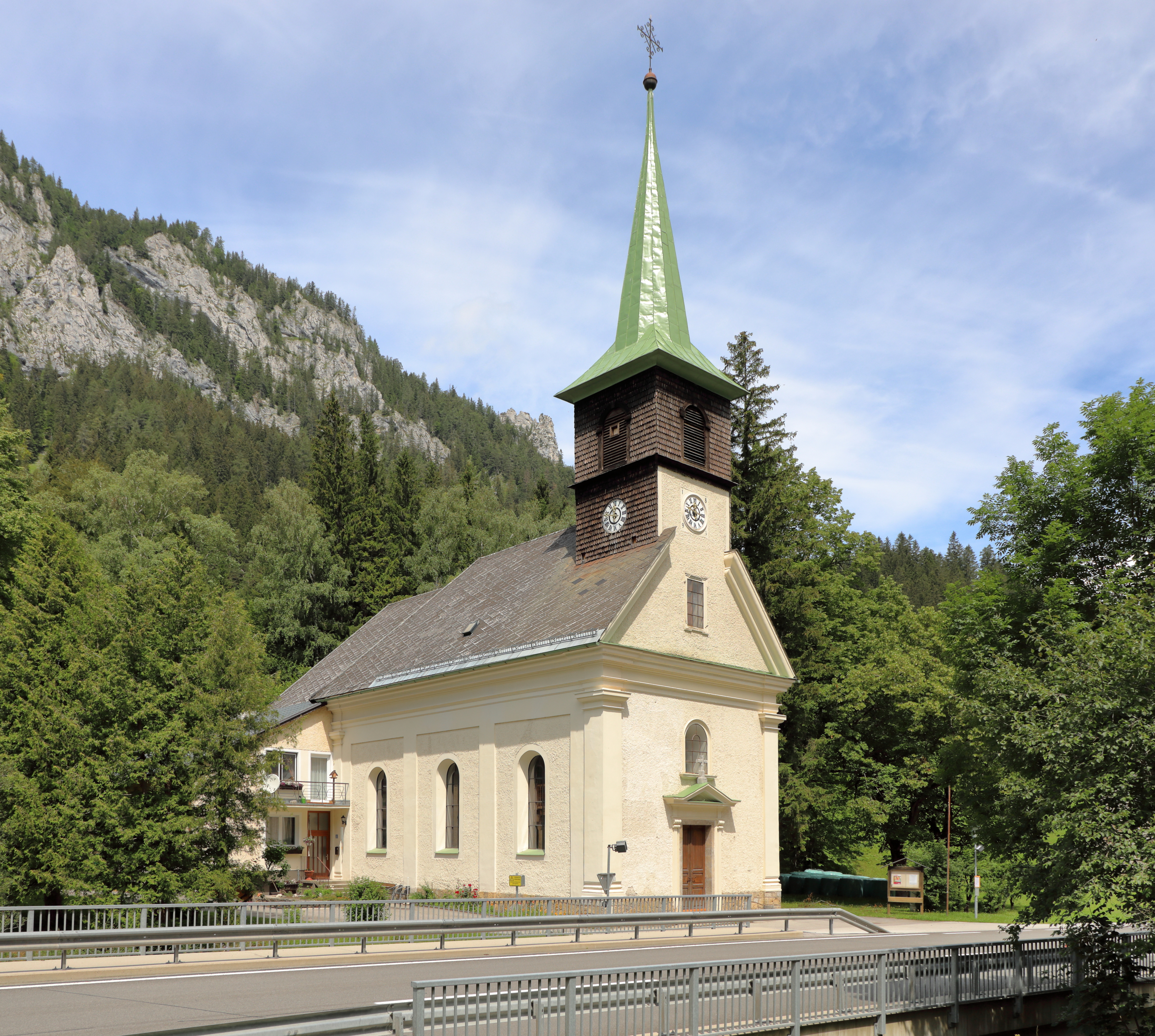
Kirche in Wegscheid

Die Filialkirche Wegscheid in der Ortschaft Wegscheid der Gemeinde Mariazell ist eine römisch-katholische Filialkirche der Pfarre Gußwerk im Bezirk Bruck-Mürzzuschlag im Bundesland Steiermark. Sie ist Mariä Heimsuchung geweiht.

## Geschichte
1710 wurde auf Bestreben der Gräfin von Heister an der heutigen Stelle eine Kirche aus Holz errichtet. Am 11. Februar 1894 brach im angrenzenden Gasthof ein Brand aus, der auch die Kirche erfasste und vollkommen zerstörte. Daraufhin wurde sie, nach Westen ausgerichtet, aus Stein neu errichtet und schon am 28. September 1895 durch den Bischof von Seckau, Leopold IV. Schuster geweiht.
1896 wurde auch ein kleiner Friedhof angelegt, nachdem der Besitzer des damaligen Hotels Wegscheid, Johann Rohrbacher, das Grundstück der Pfarrgemeinde unentgeltlich überließ.

## Architektur und Ausstattung
Die Kirche ist ein Saalraum mit Flachdecke und eingezogenem Fronbogen. Der Chor ist gerade geschlossen mit Kreuzgratgewölbe. Der Fassadendachreiter mit Spitzhelm wurde 1895 errichtet.
Das Altarbild „Mariä Heimsuchung“ ist ein Werk des Malers Christian Sandrock aus dem Jahr 1895. Den neugotischen Rahmen dazu stiftete seine Schwester Adele Sandrock.
Zwei kleine Reiterstatuen des heiligen Martins und des heiligen Georgs sind genauso wie der Beichtstuhl aus der zweiten Hälfte des 17. Jahrhunderts, barocken Ursprungs.
Die Hängeleuchter aus Glas wurden in der ersten Hälfte des 20. Jahrhunderts gefertigt.